# Zlatan Muslimović
Pour les articles homonymes, voir Muslimović.
Zlatan Muslimović (né le 6 mars 1981 à Banja Luka en Yougoslavie, aujourd'hui en Bosnie-Herzégovine) est un footballeur international bosnien qui évoluait au poste d'attaquant.

## Carrière en club

### Suède
Adolescent, Zlatan joue pour les équipes suédoises de Habo IF et de Husqvarna FF. Il joue ensuite pour l'équipe juniors de l'IFK Göteborg de 1998 à 1999, avant de signer en Italie à l'Udinese Calcio.

### Italie
Muslimović signe son premier contrat professionnel avec l'Udinese Calcio. Durant la saison 2004-2005, il est le meilleur buteur du Championnat de Serie C1/A avec Rimini, avec 15 buts en 32 matches, aidant son club à remporter le championnat et à être promu en Serie B. En 2006-2007, il est prêté à Parme. À l'été 2007, il signe pour l'Atalanta Bergame, mais souffre d'un manque de temps de jeu sous les ordres de l'entraîneur Luigi Del Neri.

### PAOK Salonique
Le 22 juillet 2008, Muslimović signe avec l'équipe grecque du PAOK Salonique, un contrat sur trois ans. Zlatan inscrit son premier but pour le PAOK en amical contre l'Udinese Calcio. Il marque son premier but en championnat lors d'un « choc » à domicile contre l'AEK Athènes.

## Carrière internationale
Muslimović effectue 31 apparitions avec la Bosnie-Herzégovine depuis ses débuts le 17 août 2006 lors d'un match amical contre la France comme remplaçant en seconde mi-temps. Il a aussi joué pour l'équipe nationale lors des éliminatoires de l'Euro 2008 contre Malte, la Hongrie, la Norvège et la Turquie. Contre la Croatie, il a inscrit un coup du chapeau.
L'un des matchs internationaux les plus mémorables de Muslimović fut la rencontre contre l'équipe norvégienne à Oslo. Il fut buteur avec Zvjezdan Misimović et permit à son pays de l'emporter 2-1. Muslimović fit une autre solide performance lors du match contre la Turquie en égalisant à 1-1. La Bosnie a ensuite remporté le match 3-2 grâce à une tête sur un corner à la 89e minute du remplaçant Adnan Čustović.
Muslimović est actuellement l'un des seuls joueurs avec Elvir Bolić, Elvir Baljić et Zvjezdan Misimović à avoir marqué trois buts en un match pour l'équipe nationale de Bosnie.